# ان رمزی
ان رمزی (انگلیسی: Anne Ramsey; ۲۷ مارس ۱۹۲۹ – ۱۱ اوت ۱۹۸۸) یک هنرپیشه اهل ایالات متحده آمریکا بود. وی بین سال‌های ۱۹۵۲ تا ۱۹۸۸ میلادی فعالیت می‌کرد.
از فیلم‌ها یا مجموعه‌های تلویزیونی که وی در آن‌ها نقش داشته‌است می‌توان به گونیز، مامانو از قطار بنداز پایین، به خاطر پیت، عشق در خطر و بالا سندباکس اشاره نمود.